# Hemiboea
Hemiboea es un género con 30 especies de plantas perteneciente a la familia Gesneriaceae. Es originario del sureste de Asia, se distribuye por China, Japón y Vietnam.

## Descripción
Son herbáceas perennes caulescentes con tallo erecto. Las hojas opuestas, pecioladas, lámina ovada o lanceolada. Las inflorescencias axilares con varias a muchas flores. Corola de color blanco, amarillo pálido o rosado. El fruto es una cápsula cilíndrica dehiscente. Tiene un número de cromosomas de 2n = 32, 36.

## Taxonomía
El género fue descrito por Charles Baron Clarke y publicado en Hooker's Icones Plantarum 18: pl. 1798. 1888.
Etimología
Hemiboea: nombre genérico que deriva del prefijo griego ήμι, hemi = "medio", y Boea (un género de la familia), refiriéndose al hecho de que solo uno de los dos carpelos es fértil.

## Especies
| - Hemiboea bicornuta - Hemiboea cavaleriei - Hemiboea fangii - Hemiboea flaccida - Hemiboea flava - Hemiboea follicularis - Hemiboea gamosepala - Hemiboea glandulosa - Hemiboea gracilis - Hemiboea henryi - Hemiboea himalayensis - Hemiboea integra - Hemiboea latisepala - Hemiboea longgangensis | - Hemiboea longisepala - Hemiboea longzhouensis - Hemiboea magnibracteata - Hemiboea marmorata - Hemiboea merrillii - Hemiboea mollifolia - Hemiboea omeiensis - Hemiboea parvibracteata - Hemiboea parviflora - Hemiboea pingbianensis - Hemiboea strigosa - Hemiboea subacaulis - Hemiboea subcapitata - Hemiboea wangiana |